# Neptis overlaeti
Neptis overlaeti är en fjärilsart som beskrevs av Terence Dale Pennington 1962. Neptis overlaeti ingår i släktet Neptis och familjen praktfjärilar. Inga underarter finns listade i Catalogue of Life.